# Ashurst, Kent
Ashurst är en by i civil parish Speldhurst, i distriktet Tunbridge Wells, i grevskapet Kent, i England. Byn är belägen 8 km från Royal Tunbridge Wells. Ashurst var en civil parish fram till 1934 när blev den en del av Speldhurst. Civil parish hade 171 invånare år 1931.